# Concord Township (St. Louis County, Missouri)
Die Concord Township ist eine von 28 Townships im St. Louis County im Osten des US-amerikanischen Bundesstaates Missouri und Bestandteil der Metropolregion Greater St. Louis. Das U.S. Census Bureau hat bei der Volkszählung 2020 eine Einwohnerzahl von 38.726 ermittelt.

## Geografie
Die Concord Township grenzt an die südwestlichen Stadtteile von St. Louis. Der Mississippi, der die Grenze zu Illinois bildet, befindet sich rund 4 km östlich.
Die Concord Township liegt auf 38° 31′ N, 90° 21′ W und erstreckt sich über 26,4 km².
Die Concord Township liegt im Süden des St. Louis County und grenzt im Nordosten an die Stadt St. Louis. Innerhalb des St. Louis County grenzt die Concord Township im Südosten an die Lemay Township, im Südwesten an die Tesson Ferry Township sowie im Nordwesten und Norden an die Gravois Township.

## Verkehr
Der südwestliche Rand der Concord Township wird von der Interstate 270 gebildet, der südlichen Umgehungsstraße von St. Louis. Den südöstlichen Rand der Township bildet die Interstate 55, die Chicago mit New Orleans verbindet. Die gesamte nördliche Begrenzung der Township wird von der Missouri State Route 30 gebildet. Im Zentrum der Concord Township treffen die U.S. Highways 50, 61 und 67 sowie die Missouri State Route 27 zusammen. Bei allen weiteren Straßen innerhalb der Township handelt es sich um innerstädtische Verbindungsstraßen.
In Nord-Süd-Richtung führt eine Eisenbahnlinie der BNSF Railway durch die Concord Township.
Der Lambert-Saint Louis International Airport liegt rund 25 km nördlich der Concord Township.

## Demografische Daten
Nach der Volkszählung im Jahr 2010 lebten in der Concord Township 36.693 Menschen in 16.014 Haushalten. Die Bevölkerungsdichte betrug 1389,9 Einwohner pro Quadratkilometer. In den 16.014 Haushalten lebten statistisch je 2,28 Personen.
Ethnisch betrachtet setzte sich die Bevölkerung zusammen aus 94,1 Prozent Weißen, 1,2 Prozent Afroamerikanern, 0,2 Prozent amerikanischen Ureinwohnern, 2,6 Prozent Asiaten sowie 0,3 Prozent aus anderen ethnischen Gruppen; 1,5 Prozent stammten von zwei oder mehr Ethnien ab. Unabhängig von der ethnischen Zugehörigkeit waren 1,7 Prozent der Bevölkerung spanischer oder lateinamerikanischer Abstammung.
19,7 Prozent der Bevölkerung waren unter 18 Jahre alt, 60,7 Prozent waren zwischen 18 und 64 und 19,6 Prozent waren 65 Jahre oder älter. 52,4 Prozent der Bevölkerung war weiblich.
Das mittlere jährliche Einkommen eines Haushalts lag bei 53.915 USD. Das Pro-Kopf-Einkommen betrug 27.933 USD. 5,7 Prozent der Einwohner lebten unterhalb der Armutsgrenze.

## Ortschaften
Die Bevölkerung der Concord Township lebt in folgenden Ortschaften:
Citys
- Green Park
- Lakeshire
- St. George
- Sunset Hills1

Villages
- Wilbur Park

Census-designated places (CDP)
- Affton
- Concord
- Sappington

1 – überwiegend in der Tesson Ferry Township, teilweise in der Gravois und der Bonhomme Township